# Gli Scorpioni
Gli Scorpioni sono stati un gruppo musicale italiano di musica beat attivo durante gli anni sessanta.

## Storia

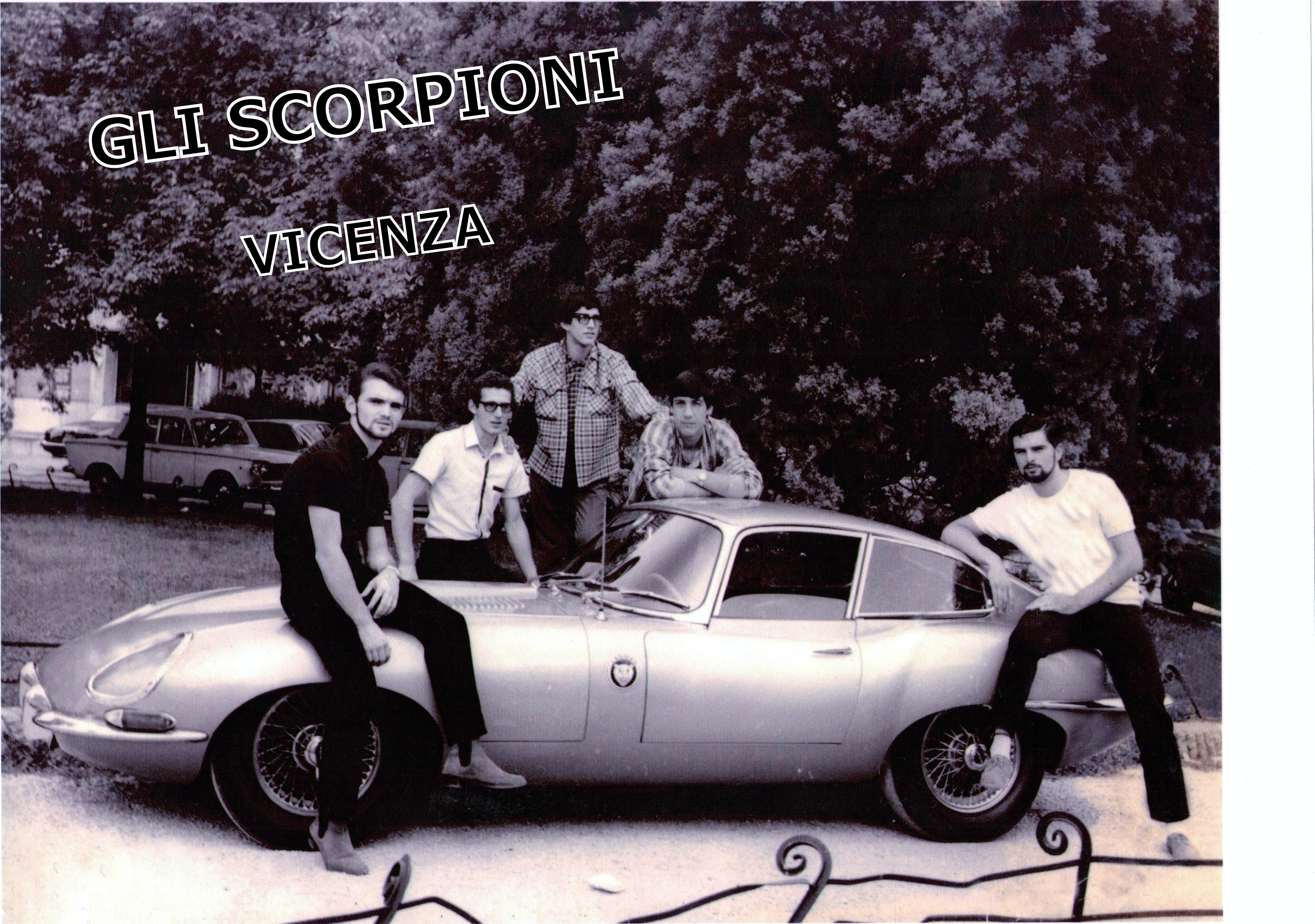
Gli Scorpioni in una foto degli anni sessanta

Il gruppo si formò nel 1963 a Vicenza. Il nome venne dato da Matteo Aldo Iannò, fondatore del complesso e appassionato di motori ispirandosi al simbolo della Abarth. Incisero per la Bentler, l'etichetta del Maestro Gualtiero Guerrini.
Tra le loro partecipazioni a festival e manifestazioni ci fu quella al Festival di Zurigo del 1967 e quella, nello stesso anno, all'Oscar della Canzone Italiana (manifestazione itinerante che quell'anno si svolse dal 27 agosto al 10 settembre ed era presentata da Lelio Luttazzi).
Alla fine del decennio il complesso si sciolse.

## Formazione
- Matteo Aldo Iannò: chitarra solista
- Claudio Saterini, detto Peppino: basso, voce solista
- Michele Militano: batteria
- Domenico De Biasi: chitarra accompagnamento fino a fine 1965
- Italo Zemin: chitarra accompagnamento dal 1965
- Nino Giuffrida: piano/organo

## Discografia
Singoli
- 1967: Ragazza mia/La solita Maria (Bentler, BE/NP 5025)
- 1969: Torna ragazza mia/Il miraggio (Bentler, BE/NP 5055)

## Premi
- Vincitori del concorso "La Pennetta d'Oro" a Mestre
- Partecipazione all'XI Festival di Zurigo nel 1967, al Velodromo Hallenstadium di Zurigo
- Partecipazione al I Oscar della Canzone Italiana